# Junonia orithya
Junonia orithya je druh motýla z čeledi babočkovití s přirozeným výskytem v Africe, Asii a Austrálii.

## Popis

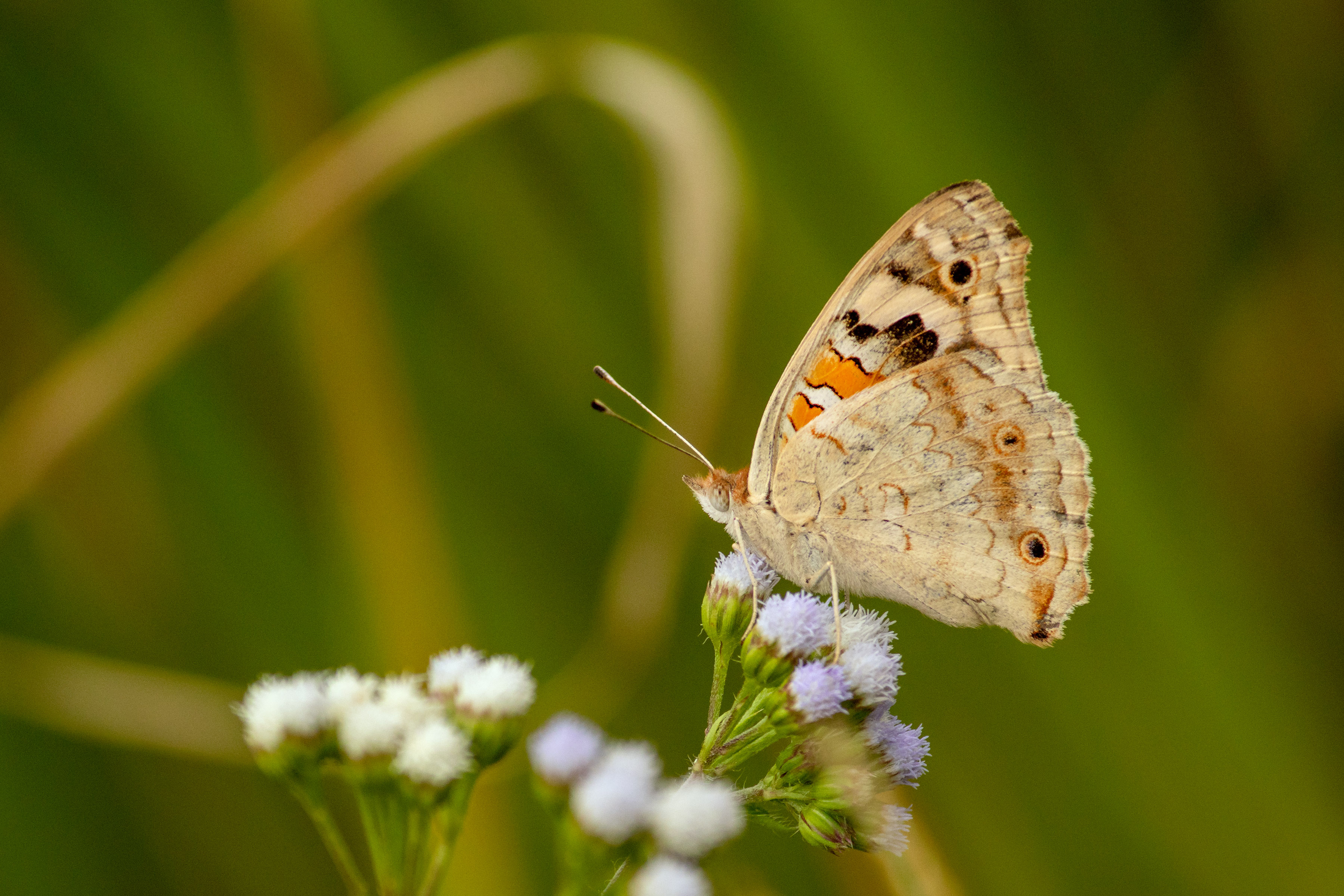
Spodní strana křídel

Horní strana předního křídla je u samců černá až tmavě hnědá s bílým pruhem, nahoře jsou dva oranžové a dva modré pruhy a dvě modrooranžové skvrny. Zadní křídlo samce je výrazně modré s oranžovými skvrnami. Samice je podobně zbarvená, ale má mnohem matnější odstín. Spodní strana křídel je u obou pohlaví šedohnědá s oranžovohnědými skvrnami, jejichž umístěné odpovídá poloze skvrn na svrchní straně. Samci bývají o něco větší než samice a mají také výraznější černý okraj. Rozpětí křídel se pohybuje v rozmezí 40–55 mm.

## Výskyt
Junonia orithya se vyskytuje v Africe, jihovýchodní Asii a Austrálii, kde obývá lesy a otevřená stanoviště, jakými jsou například louky a zahrady.

## Poddruhy
Junonia orithya má mnoho poddruhů, nejčastěji se jich udává 26:
- Junonia orithya ssp. albicincta (severní Austrálie, Yorský poloostrov po Brisbane)
- Junonia orithya ssp. baweana (Bawean)
- Junonia orithya ssp. celebensis (Sulawesi, Muna)
- Junonia orithya ssp. eutychia (Timor, Wetar, Babar, Kissar)
- Junonia orithya ssp. hainanensis (Chaj-nan)
- Junonia orithya ssp. here (Saúdská Arábie, Jemen)
- Junonia orithya ssp. kontinentalis (Sulawesi)
- Junonia orithya ssp. kuehni (Malé Sundy, Kalao, Tukangbesi)
- Junonia orithya ssp. leucasia (Filipíny)
- Junonia orithya ssp. madagascariensis (Subsaharská Afrika)
- Junonia orithya ssp. marcella (Nová Guinea)
- Junonia orithya ssp. metion (Borneo)
- Junonia orithya ssp. mevaria (Lombok)
- Junonia orithya ssp. minagara (Jáva, Bali, Komodo)
- Junonia orithya ssp. minusculus (Sumba)
- Junonia orithya ssp. neopommerana (Nová Británie)
- Junonia orithya ssp. novaeguineae (Nová Guinea po Papua)
- Junonia orithya ssp. ocyale (Indie po jižní Myanmar a jižní Jün-nan)
- Junonia orithya ssp. orithya (Oriental region)
- Junonia orithya ssp. orthosia (Ambon, Serang, Saparua, ostrov Sula, Moluky)
- Junonia orithya ssp. palea (Tanimbar)
- Junonia orithya ssp. patenas (Srí Lanka)
- Junonia orithya ssp. saleyra (Salayar)
- Junonia orithya ssp. sumatrana (Sumatra)
- Junonia orithya ssp. swinhoei (Myanmar)
- Junonia orithya ssp. wallacei (Thajsko, Malajsie, Singapur)